# Skalar (Mathematik)
Ein Skalar ist eine mathematische Größe, die allein durch die Angabe eines Zahlenwertes charakterisiert ist (in der Physik gegebenenfalls mit Einheit).
Im mathematischen Teilgebiet der linearen Algebra bezeichnet Skalar ein Element des Grundkörpers eines Vektorraumes, meist also eine reelle Zahl. Im Unterschied dazu werden die Elemente eines Vektorraumes Vektoren genannt. Entsprechend wird der Grundkörper auch Skalarkörper genannt. Die Multiplikation eines Vektors {\displaystyle v} mit einem Skalar {\displaystyle \lambda } heißt Skalarmultiplikation oder auch Skalierung. Der resultierende Vektor {\displaystyle \lambda \cdot v} heißt skalares Vielfaches von {\displaystyle v}. 
Im Gegensatz zur Skalarmultiplikation ist das Skalarprodukt eine Verknüpfung, die zwei Vektoren einen Skalar als Wert zuordnet.
Der Begriff Skalar geht zurück auf das lateinische Wort scala („Leiter“) im Sinne einer gleichförmigen Einteilung (siehe Skale).

## Skalare in der Physik
In der Physik werden Skalare verwendet zur Beschreibung physikalischer Größen, die richtungsunabhängig sind. Beispiele für skalare physikalische Größen sind die Masse eines Körpers, seine Temperatur, seine Energie und auch seine Entfernung von einem anderen Körper (als Betrag der Differenz der Ortsvektoren). Anders gesagt: Eine skalare physikalische Größe ändert sich bei Änderungen der Lage oder Orientierung nicht. Wird hingegen für die vollständige Beschreibung der Größe eine Richtung benötigt, wie bei der Kraft oder der Geschwindigkeit, so wird ein Vektor verwendet, bei Abhängigkeit von mehreren Richtungen ein Tensor (genauer: Tensor 2. oder noch höherer Stufe).
Die Geschwindigkeit eines Teilchens hat die Richtung, in die sich das Teilchen bewegt. Bei einer Drehbewegung zum Beispiel ändert sich die Richtung, weshalb die Geschwindigkeit kein Skalar, sondern ein Vektor ist. Bei einer konstanten Drehbewegung ändert sich die Richtung, doch der Betrag der Geschwindigkeit bleibt gleich und ist deshalb ein Skalar. 
Ob eine Größe ein Skalar ist, hängt von der betrachteten Transformationsgruppe ab. So ist die Energie ein Skalar bezüglich Drehungen, aber in der Relativitätstheorie Komponente eines Vierervektors.
Eine Untergruppe der Skalare sind die Pseudoskalare, welche unter einer Ebenenspiegelung das Vorzeichen umkehren.

## Erweiterungen und Abgrenzung von ähnlichen Begriffen
- Quadratische Matrizen, die (aufgefasst als lineare Abbildung eines Vektorraums auf sich selbst) einer Multiplikation jedes Vektors mit einem festen Skalar {\displaystyle \lambda } entsprechen, wird die Eigenschaft skalar zugeschrieben. Sie sind Diagonalmatrizen, deren Einträge auf der Diagonale alle gleich {\displaystyle \lambda } sind.

- Auch in einem Modul über einem Ring wird die Multiplikation eines Modulelementes mit einem Element des Grundringes Skalarmultiplikation genannt. Die Bezeichnung Skalar für die Elemente des Grundringes ist in diesem Fall allerdings nur teilweise gebräuchlich.